# Sublevación de Loja

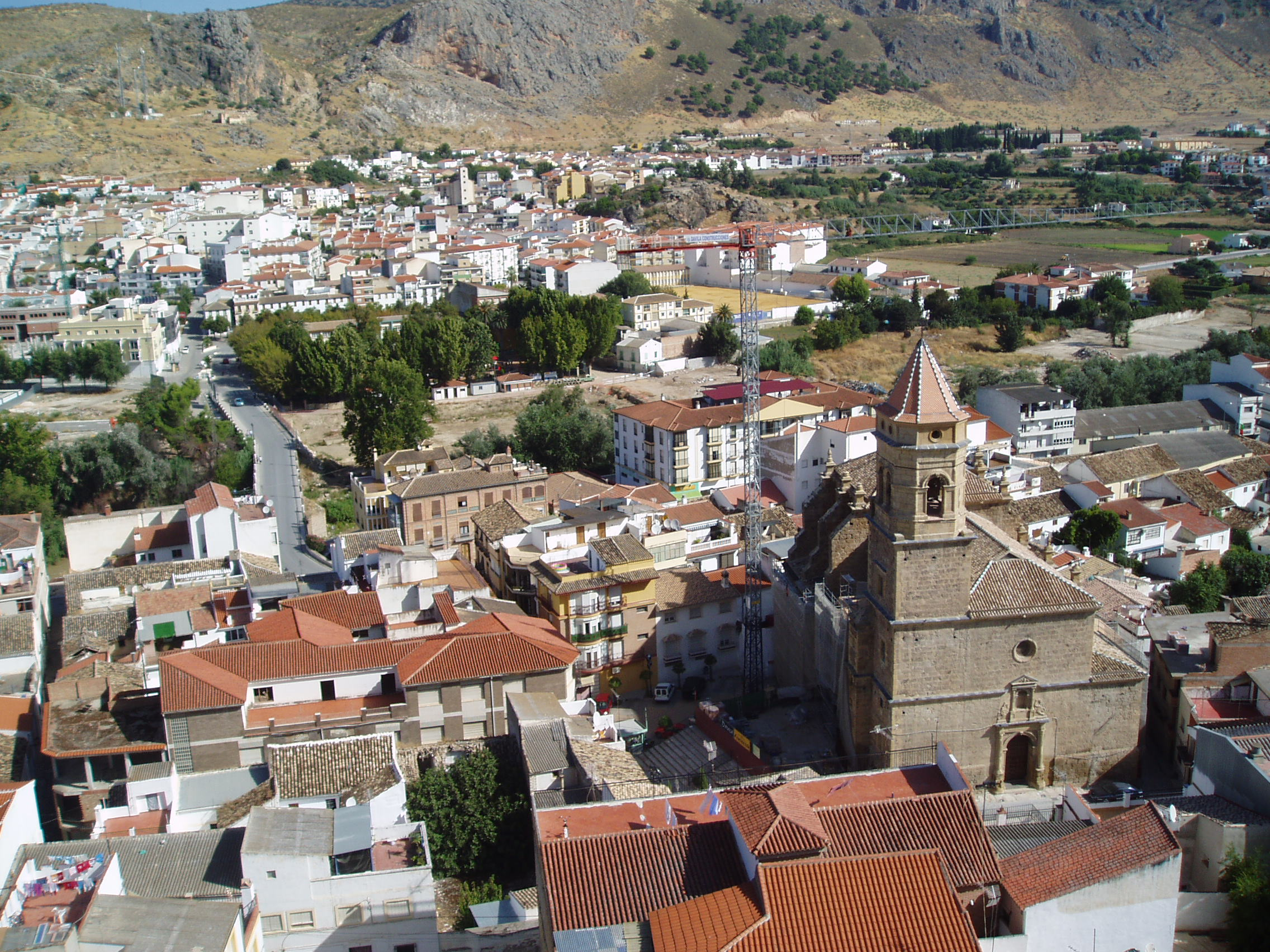
Vista parcial de Loja, Granada

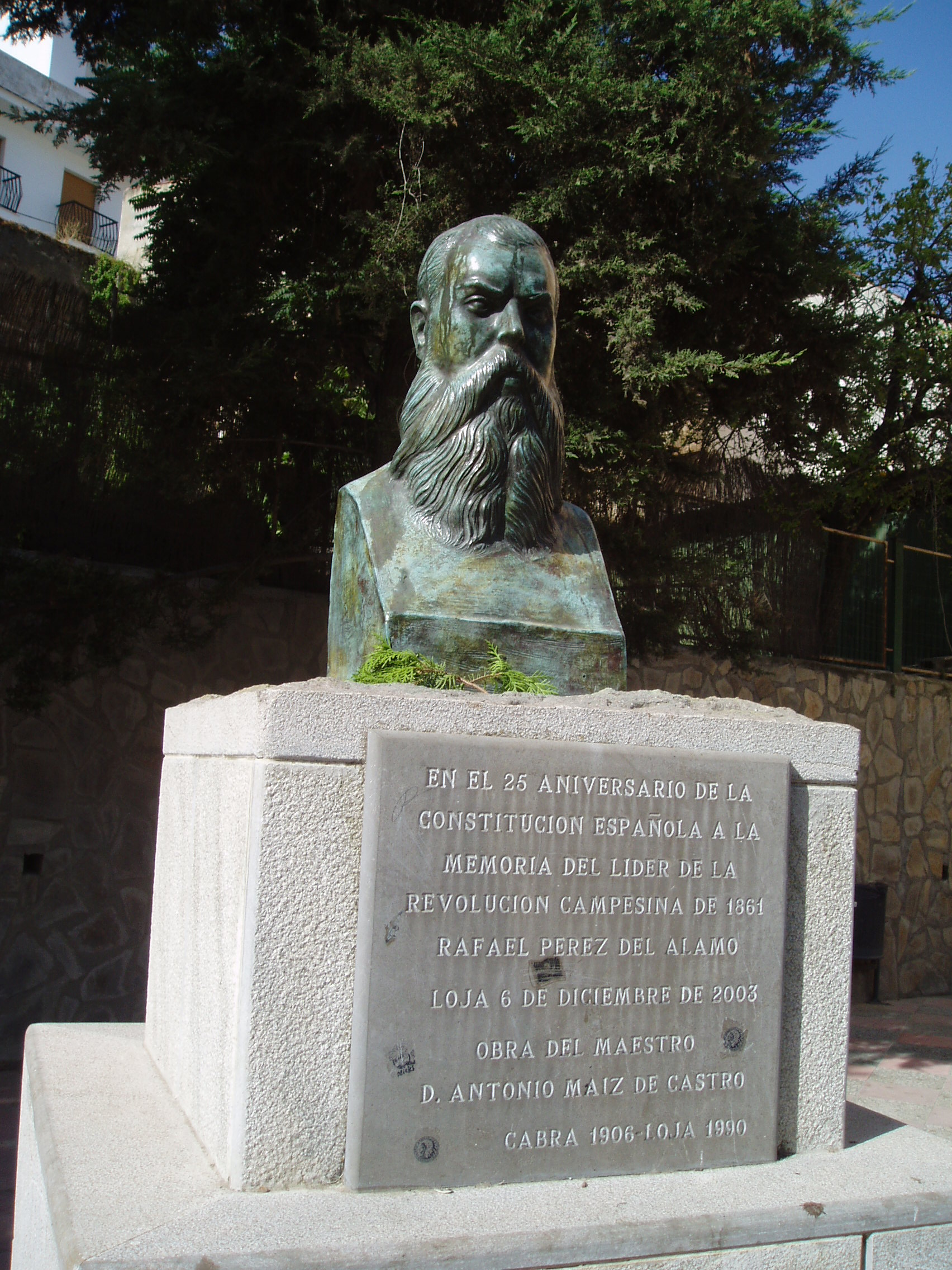
Busto de Rafael Pérez del Álamo en Loja, Granada

La sublevación de Loja, sublevación campesina de Loja, también llamada la Revolución del pan y el queso, tuvo lugar el 28 de junio de 1861 durante el reinado de Isabel II de España cuando un numeroso grupo de jornaleros, encabezados por el veterinario Rafael Pérez del Álamo y al grito de "¡Viva la República y muera la Reina!" asaltaron el cuartel de la Guardia Civil de Iznájar como consecuencia de las pésimas condiciones de trabajo y ante la frustración por no poder acceder a los beneficios de la desamortización. El levantamiento tuvo su foco en Loja y se extendió a otros pueblos cercanos como Iznájar o Archidona.

## Orígenes del levantamiento
El levantamiento de Loja se encuadra dentro de las luchas sociales desarrolladas por el campesinado andaluz durante el reinado de Isabel II, teniendo antecedentes en los sucesos de Arahal de 1857. Al parecer el movimiento fue gestado por una sociedad secreta de carácter liberal y republicano, con fuerte influencia del  Partido Demócrata y seguido masivamente por el campesinado ante la carestía de vida y la fuerte desigualdad social presente en el campo andaluz.
Parece ser que el levantamiento fue adelantado por los rebeldes ante el motín de Mollina del 24 de junio, que provocó el riesgo de que el plan fuera descubierto por las autoridades.
La eliminación de los mayorazgos, el régimen señorial y la limitación de acceso a los bienes comunales provocó un empobrecimiento acentuado de los trabajadores del campo. En 1857 se produjeron los primeros movimientos campesinos de protesta, rápidamente sofocados por las fuerzas de seguridad.

## Los hechos
La revuelta comenzó el 28 de junio, cuatro días después del motín de Mollina, con la toma de Iznájar por parte de 600 hombres dirigidos por Pérez del Álamo y la ocupación sin apenas resistencia del ayuntamiento y el cuartel de la Guardia Civil. En esta localidad los insurrectos publicaron un manifiesto en el que pedían la adhesión a los habitantes del pueblo y proclamaron que su objetivo era la defensa de la democracia y la propiedad. El 29 de junio, ya con un ejército compuesto por 10 000 hombres armados, los rebeldes entraron en Loja, alzando la bandera de la República y cantando el Himno de Riego. Loja era el feudo de Ramón María Narváez que ejercía en su ciudad natal como auténtico cacique. Según algunas fuentes, los insurrectos saquearon la ciudad, estableciendo un sistema rudimentario de reparto de tierras. 
La sublevación se extendió por Archidona, Íllora, Huétor Tájar y Alhama de Granada. El 3 de julio el Capitán General de Granada mandó fuerzas militares para que restablecieran el orden, tomando Loja al día siguiente en un combate sangriento.
Tras el envío de un fuerte contingente de tropas dirigidas por el brigadier Serrano del Castillo, Pérez del Álamo se retiró a Alhama el 4 de julio. Tras esto, los sublevados decidieron avanzar hacia Granada para tratar de conquistarla, siendo derrotados en las cercanías del pueblo de Las Pilas. 
Finalizada la revuelta se procedió al ajusticiamiento por procedimiento sumarísimo de los cabecillas de los sublevados, fusilándose, según datos oficiales, a ciento dieciséis de ellos -aunque Pérez del Álamo había conseguido huir a Madrid- mientras que unos cuatrocientos fueron deportados. Al año siguiente, durante un viaje por Andalucía de Isabel II, se decretó la amnistía para todos los implicados, incluido Pérez del Álamo.